# سمبوكة

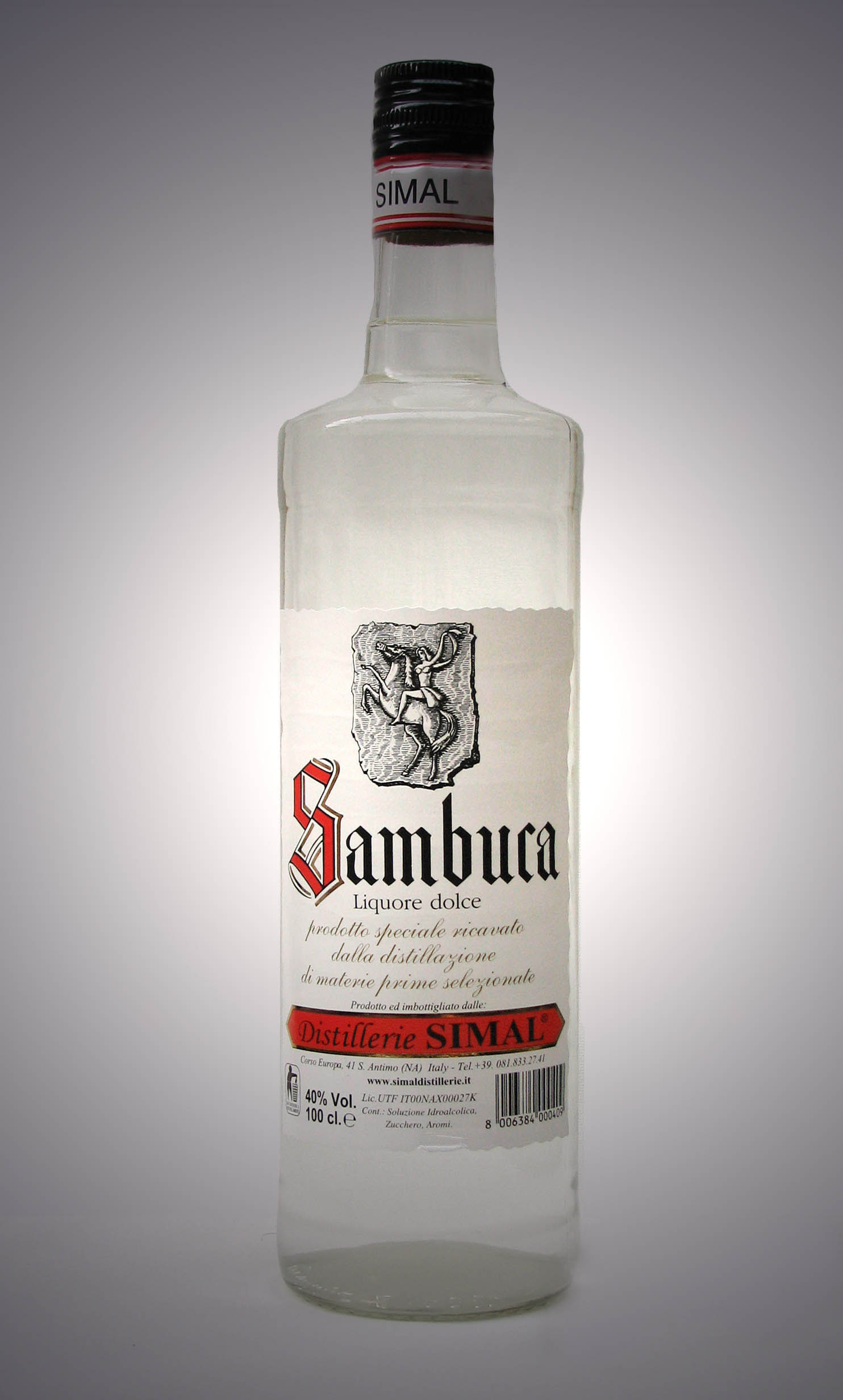
زجاجة سمبوكة

السَّمبوكة مشروب لِكير إيطالي بطعم اليانسون لا لون له. غالبًا ما يُشار إلى أكثر أنواعها باسم السَّمبوكة البيضاء لتمييزها عن الأنواع الأخرى ذات اللون الأزرق الغامق (السَّمبوكة السوداء) أو ذات الأحمر الساطع (السَّمبوكة الحمراء).  يصبح لونه لون الحليب عند مزجه بالماء كما في العرق.